# أولاد الحاج (دار سي عيسى)
أولاد الحاج هي إحدى مشيخات المملكة المغربية، تتبع جغرافيا لإقليم آسفي وإداريًا لدار سي عيسى. يقدر عدد سكانها بـ 20835 نسمة حسب الإحصاء الرسمي للسكان والسكنى لسنة 2004.